# محمود كركر (لاعب كرة قدم)
محمود كركر هو لاعب كرة قدم سوري في مركز حراسة المرمى، ولد في 21 أكتوبر 1974 في حلب في سوريا. شارك مع منتخب سوريا لكرة القدم. أما مع النوادي، فقد لعب مع نادي أهلي حلب ونادي الشرطة ونادي الوحدة.

## وصلات خارجية
- محمود كركر على موقع قاعدة بيانات كرة القدم.إي يو (الإنجليزية)
- محمود كركر على موقع ناشيونال فوتبول تيمز (الإنجليزية)